# Valley (Waszyngton)
Valley – jednostka osadnicza w Stanach Zjednoczonych, w stanie Waszyngton, w hrabstwie Stevens.